# 綾部郵便局
綾部郵便局（あやべゆうびんきょく）は、京都府綾部市にある郵便局。民営化前の分類では集配普通郵便局であった。

## 概要
住所：〒623-8799 京都府綾部市幸通り5

## 沿革
- 1872年8月4日（明治5年7月1日） - 綾部郵便取扱所として開設[1]。
- 1875年（明治8年）1月1日 - 綾部郵便局（五等）となる。
- 1879年（明治12年）6月 - 為替取扱を開始。
- 1880年（明治13年）6月 - 貯金取扱を開始。
- 1897年（明治30年）2月11日 - 綾部郵便電信局となる。
- 1903年（明治36年）4月1日 - 通信官署官制の施行に伴い綾部郵便局となる。
- 1948年（昭和23年）3月1日 - 特定郵便局から普通郵便局に局種別改定[2]。
- 1955年（昭和30年）2月1日 - 電話通話および和文電報受付事務の取扱を開始。
- 1977年（昭和52年）9月12日 - 綾部市駅前通から同市幸通に移転。
- 1999年（平成11年） - 外国通貨の両替および旅行小切手の売買に関する業務取扱を開始。
- 2007年（平成19年）3月19日 - 豊里郵便局、物部郵便局、山家（やまが）郵便局からそれぞれ「623-02xx」「623-03xx」「629-12xx」区域の集配業務を移管[3]。
- 2007年（平成19年）10月1日 - 民営化に伴い、併設された郵便事業綾部支店に一部業務を移管。
- 2012年（平成24年）10月1日 - 日本郵便株式会社の発足に伴い、郵便事業綾部支店を綾部郵便局に統合。

## 取扱内容
- 郵便、印紙、ゆうパック、内容証明
- 貯金、為替、振替、振込、国際送金、国債、投資信託
- 生命保険、バイク自賠責保険
- 地方公共団体事務（綾部市バス回数券の販売）
- ゆうちょ銀行ATM
- 「623-00xx」「623-02xx」「623-03xx」「629-12xx」区域（綾部市の一部）の集配業務
- ゆうゆう窓口

## 周辺
- ヴィラタウン

## アクセス
- JR山陰本線・舞鶴線 綾部駅から南西へ200m（徒歩約4分）
- 舞鶴若狭自動車道 綾部ICから南へ約3km
- 京都府道8号福知山綾部線沿い
- 駐車場あり：5台